# Tonny Brochmann
Tonny Brochmann (Horsens, Dinamarca, 11 de agosto de 1989) es un futbolista danés. Juega de centrocampista y su equipo actual es el Mjøndalen IF de la Eliteserien.

## Clubes
| Club         | País      | Año       |
| ------------ | --------- | --------- |
| AC Horsens   | Dinamarca | 2010-2011 |
| Sogndal      | Noruega   | 2011-2014 |
| Sandnes Ulf  | Noruega   | 2015      |
| FK Jerv      | Noruega   | 2016      |
| Stabæk IF    | Noruega   | 2017-2018 |
| Mjøndalen IF | Noruega   | 2018-     |